# Успение Богородично (Кондариотиса)
Вижте пояснителната страница за други значения на Успение Богородично.
„Успение Богородично“ (на гръцки: Κοίμησης Θεοτόκου) е православна църква в катеринското село Кондариотиса, Егейска Македония, Гърция. Църквата е изградена в началото на XI век.
Църквата е разположена на хълм извън селото. Тя е с рядък архитектурен тип и ограничена декорация. Има купол и два странични параклиса на западния портик. При изграждането на храма са използвани материали от античния град Дион.
Църквата е обявена за защитен паметник на културата в 1967 година.
- „Успение Богородично“
- Стенопис от църквата